# Obitus
Obitus is een computerspel uit 1991. Het werd ontwikkeld door Scenario Developments en uitgegeven door Psygnosis Limited. Het kwam eerst uit voor de Commodore Amiga, Atari ST en MS-DOS. In 1994 kwam een versie uit voor de Super Nintendo Entertainment System. De speler speelt middeleeuwen deskundige Wil Mason, die naar een fantasiewereld Middlemere is getransporteerd. Het doel van het spel is uit te vinden hoe hij is getransporteerd en de weg terug te vinden.

## Platforms
| Jaar | Platform             |
| ---- | -------------------- |
| 1991 | Amiga, Atari ST, DOS |
| 1994 | SNES                 |

## Ontvangst
| Beoordeeld door                 | Jaar | Platform | Score |
| ------------------------------- | ---- | -------- | ----- |
| Génération 4                    | 1991 | Amiga    | 93%   |
| Datormagazin                    | 1991 | Amiga    | 90%   |
| GamePro (US)                    | 1993 | SNES     | 80%   |
| Amiga Joker                     | 1991 | Amiga    | 73%   |
| Electronic Gaming Monthly (EGM) | 1994 | SNES     | 64%   |
| Computer and Video Games (CVG)  | 1991 | Amiga    | 64%   |
| ST Format                       | 1992 | Atari ST | 61%   |
| PC Joker                        | 1992 | DOS      | 60%   |
| Power Play                      | 1991 | Amiga    | 51%   |
| Game Players                    | 1994 | SNES     | 36%   |